# Giovanni Battista Bertusio
Giovanni Battista Bertusio (anche Bertusi e Bertucci) (Bologna, 20 maggio 1577 – Bologna, 23 luglio 1644) è stato un pittore italiano.

## Biografia

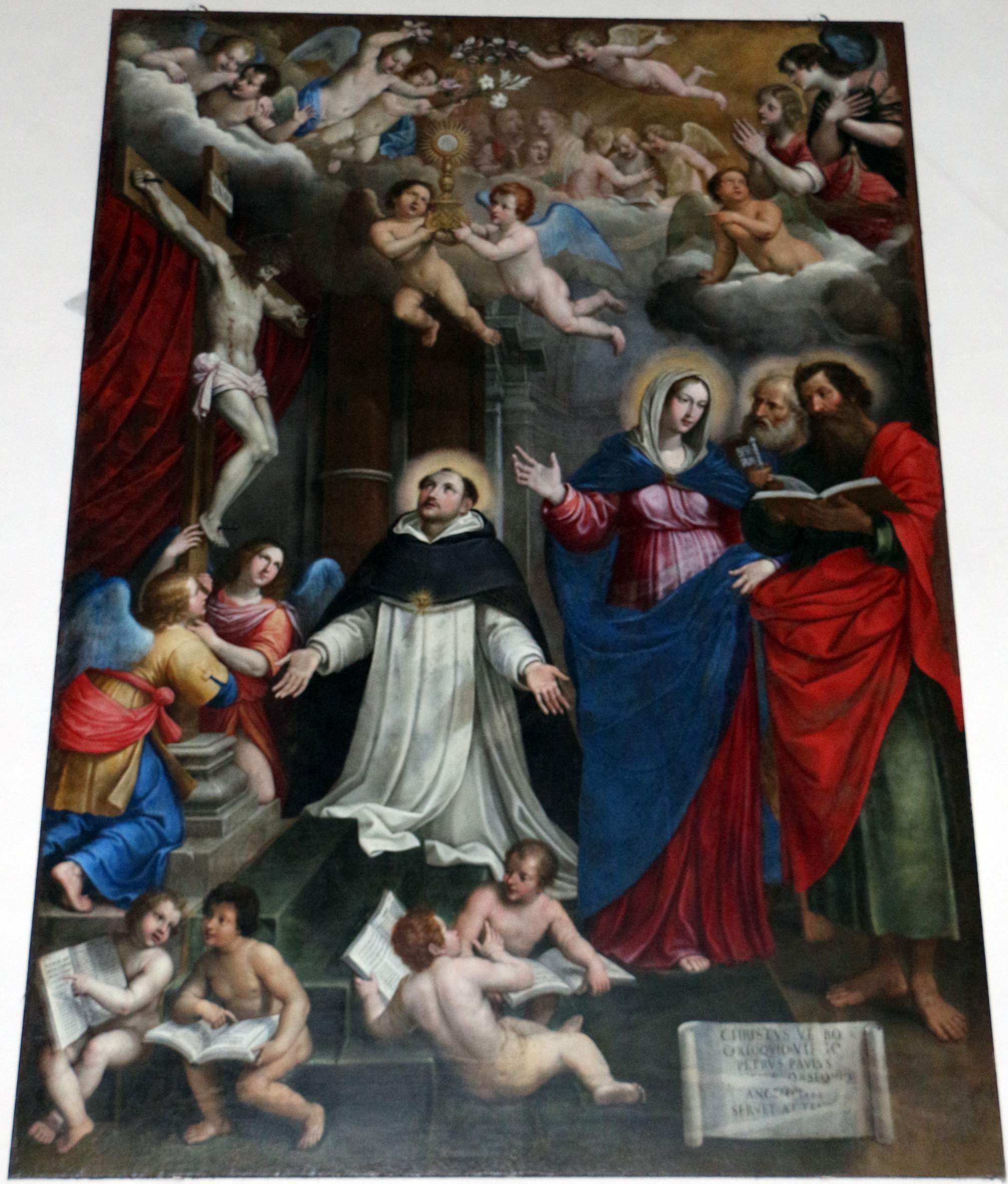
San Tommaso d'Aquino in ginocchio davanti al Crocifisso, Basilica di San Domenico, Bologna

Fu un pittore del primo periodo del Barocco, attivo principalmente a Bologna. Fu discepolo prima di Denijs Calvaert, successivamente di Ludovico e di Agostino Carracci; si sposò con la pittrice Antonia Pinelli.

### Opere
- Resurrezione di Cristo, chiesa di Santa Cristina, Bologna
- Presentazione di Maria Vergine al Tempio, basilica di San Paolo Maggiore (Bologna), Bologna
- Morte di santa Giuliana, basilica di Santo Stefano, Bologna
- San Tommaso d'Aquino in ginocchio davanti al Crocifisso, basilica di San Domenico, Bologna
- Trinità con Santi, basilica di San Giacomo Maggiore, Bologna[1]

Oltre a queste opere note, il suo biografo Malvasia ne ricorda altre in case private e in campagna e ne' villaggi.